# Sabana Blanco/Mahuma
Sabana Blanco/Mahuma – strefa (zone) w regionie Oranjestad-Oost w środkowo-zachodniej części kraju autonomicznego Aruba, należącego do Holandii, w Ameryce Południowej. 1 stycznia 2020 r. liczyła 3353 mieszkańców. Jest największą strefą w regionie. 

## Podział administracyjny
W skład strefy wchodzą dwie miejscowości
- Mahuma
- Sabana Blanco

## Demografia
Strefa liczy 3353 mieszkańców (1 stycznia 2020).
| Kobiety | Mężczyźni |
| ------- | --------- |
| 1585    | 1768      |